# Amt Creuzburg
Amt Creuzburg è una città tedesca di 4 658 abitanti del Land della Turingia.
Non esiste alcun centro abitato con tale denominazione: si tratta pertanto di un comune sparso.

## Storia
La città di Amt Creuzburg venne creata il 31 dicembre 2019 dalla fusione della città di Creuzburg con i comuni di Ebenshausen e Mihla.